# Corrhenes macmillani
Corrhenes macmillani är en skalbaggsart som beskrevs av Gilmour 1950. Corrhenes macmillani ingår i släktet Corrhenes och familjen långhorningar. Inga underarter finns listade i Catalogue of Life.